# 胡列塔·扬库纳斯
胡列塔·扬库纳斯（西班牙語：Julieta Jankunas，1999年1月20日—），生于科尔多瓦，是一名阿根廷女子曲棍球运动员，场上位置是前锋。她的祖父是立陶宛人，她在四岁时开始接触曲棍球。2014年，她首次出战国际比赛，在同年的南京青奥上，她独进19球，成为赛事进球数最多的女运动员。2019年，她获得国际曲棍球联合会年度最佳新星奖提名，但最终并未获奖。